# Thomas Massamba
Thomas Kalemba-Massamba (ur. 28 marca 1985 w Kinszasie) – kongijski koszykarz, występujący na pozycji rozgrywającego, posiadający także szwedzkie obywatelstwo, obecnie zawodnik Lions de Geneve.
19 września został zawodnikiem MKS-u Dąbrowy Górniczej. 29 listopada opuścił klub, po rozegraniu 7 gier. Dzień później dołączył do szwajcarskiego Lions de Geneve.

## Osiągnięcia
Stan na 14 marca 2018, na podstawie, o ile nie zaznaczono inaczej.
Drużynowe
- Mistrz:
  - Ligi Bałkańskiej (2016)
  - Czech (2014)
  - Szwecji (2005)
  - Cypru (2011, 2012)
  - Bułgarii (2013)
  - Kosowa (2016)
- Wicemistrz Szwecji (2006, 2007, 2017)
- Zdobywca: 
  - pucharu:
    - Kosowa (2016)
    - Cypru (2011, 2015)
    - Czech (2014)
    - Bułgarii (2013)

  - superpucharu Cypru (2012)

Indywidualne
(* – nagrody przyznane przez portal eurobasket.com)
- MVP:
  - superpucharu Cypru (2012)
  - sezonu ligi cypryjskiej (2015)*
- Obrońca roku ligi cypryjskiej (2015)*
- Najlepszy zawodnik występujący na pozycji obrońcy ligi cypryjskiej (2015)*
- Uczestnik meczu gwiazd ligi:
  - kosowskiej (2016)
  - cypryjskiej (2015, 2016)
- Zaliczony do I składu ligi cypryjskiej (2015)*

Reprezentacja
- Uczestnik:
  - mistrzostw Europy:
    - 2013 – 13. miejsce
    - dywizji B (2009, 2011)
    - U–20 dywizji B (2005)

  - kwalifikacji do Eurobasketu (2012, 2014, 2016, 2017)
- Zwycięzca kwalifikacji do Eurobasketu (2017)